# كيلي سلاتر
كيلي سلاتر (بالإنجليزية: Kelly Slater)‏ (و. 1972 – م) هو ممثل، ومتركمج، من الولايات المتحدة الأمريكية، ولد في كوكاو بيتش، فلوريدا لأب من من أصل سوري وأم من أصل إيرلندي.

## وصلات خارجية
- كيلي سلاتر على موقع الرابطة العالمية لركوب الأمواج (الإنجليزية)
- كيلي سلاتر على موقع EncyclopediaOfSurfing.com (الإنجليزية)

- كيلي سلاتر على موقع IMDb (الإنجليزية)
- كيلي سلاتر على موقع الموسوعة البريطانية (الإنجليزية)
- كيلي سلاتر على موقع ألو سيني (الفرنسية)
- كيلي سلاتر على موقع ميوزك برينز (الإنجليزية)
- كيلي سلاتر على موقع أول موفي (الإنجليزية)
- كيلي سلاتر على موقع قاعدة بيانات الأفلام السويدية (السويدية)
- كيلي سلاتر على موقع إن إن دي بي (الإنجليزية)
- كيلي سلاتر على موقع قاعدة بيانات الفيلم (الإنجليزية)
- كيلي سلاتر على موقع كينوبويسك (الروسية)